# Sascha Vetter
Sascha Vetter (* 1971 in Pforzheim) ist ein deutscher Ju-Jutsu-Sportler und ehemaliger Weltmeister in dieser Sportart.

## Biografie
Vetter betreibt seit 1981 Kampfsport beim Judo-Club Pforzheim. Seine aktuellen (2009) Graduierungen sind 5. Dan Ju-Jutsu, 1. Dan Judo, und Trainer für Escrima. In seiner Hauptsportart Ju-Jutsu war Vetter von 1992 bis 2000 Mitglied der Nationalmannschaft. Seine größten sportlichen Erfolge sind 9-facher Deutscher Meister (Ju-Jutsu: Fighting/Duo; Formenwettkampf) sowie Weltmeister 1998 (Ju-Jutsu Duo mit Joachim Thumfart), WM-Dritter 1994 mit der Duo-Mannschaft sowie ebenfalls WM-Dritter 1994 mit der Fighting-Mannschaft.
Neben weiteren Qualifikationen (Ju-Jutsu Lehrer und Trainer A sowie Budo-Pädagoge) und Tätigkeiten ist er heute als Direktor Behindertensport des deutschen Ju-Jutsu Verbandes tätig. Der Diplom-Sozialpädagoge Vetter veranstaltet Kurse in Selbstbehauptung und Selbstverteidigung für Menschen mit Behinderungen, aber auch an „normalen“ Schulen und Jugendeinrichtungen. Neben diesen Gewaltpräventionskursen führt er Sicherheitstrainings für die Mitarbeiter pädagogischer Einrichtungen durch.